# Lenin (Kirghizistan)
Lenin (in kirghiso Ленин?; in russo Ленинское?, Leninskoe) è un villaggio del Kirghizistan.